# Mare Imbrium

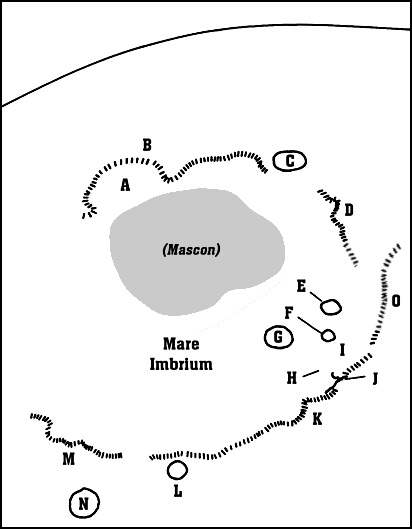
Mapa rejonu Mare Imbrium:
A – Sinus Iridum (Zatoka Tęczy)
B – Montes Jura (Góry Jura)
C – Platon
D – Montes Alpes (Alpy)
E – Aristillus
F – Autolykos
G – Archimedes
H – Palus Putredinis (Bagno Zgnilizny)
I – Szczelina Hadley
J – Miejsce lądowania Apollo 15
K – Montes Apenninus (Apeniny)
L – Eratostenes
M – Montes Carpatus (Karpaty)
N – Kopernik
O – Montes Caucasus (Kaukaz)

Mare Imbrium (łac. Morze Deszczów) – położone na bliższej stronie Księżyca, drugie co do wielkości (po Oceanus Procellarum) morze księżycowe i drugi co do wielkości basen uderzeniowy na Księżycu (po basenie Biegun Południowy – Aitken). Uformowało się wskutek wypełnienia bazaltem wielkiego krateru powstałego po uderzeniu meteorytu ok. 3,85–3,77 mld lat temu. Zderzenie to zakończyło w historii Księżyca okres zwany nektaryjskim i zapoczątkowało okres imbryjski.
Współrzędne selenograficzne środka Morza Deszczów wyznaczone przez Międzynarodową Unię Astronomiczną (IAU) to ☾ 32,8°N 15,6°W/32,800000 -15,600000. Jest ono w przybliżeniu okrągłe i ma średnicę 1123 km.

## Otoczenie
Na zachodzie bazaltowe równiny Mare Imbrium przechodzą w Oceanus Procellarum (Ocean Burz). Na północnym zachodzie leży Sinus Iridum (Zatoka Tęczy) z Promontorium Laplace i Palus Nebularum (Błoto Mgieł) na wschodzie. Na północy Montes Alpes oddzielają Morze Deszczów od Mare Frigoris (Morza Zimna). W rejonie Alp leży też znaczny krater Platon, a na terenie Morza również duży, wypełniony bazaltem Krater Archimedes.
Na wschodzie granicę między Mare Imbrium i Mare Serenitatis (Morze Jasności) stanowi Montes Caucasus.

## Łańcuchy górskie
Basen morza otoczony jest trzema kolistymi pierścieniami gór powstałymi podczas zderzenia. Zewnętrzny pierścień ma średnicę ok. 1300 km i dzieli się na trzy części: Montes Carpatus na południu, Montes Apenninus na południowym wschodzie i Kaukaz na wschodzie. Środkowy pierścień tworzą Alpy i górzyste rejony kraterów Archimedes i Platon. Wewnętrzny pierścień o średnicy 600 km jest w większej części przykryty bazaltem morza. Wzgórza wznoszą się niewiele ponad równinę Mare Imbrium, tworząc niewyraźny zarys okręgu. Zewnętrzne góry osiągają wysokość 7 km ponad powierzchnię Morza Deszczów.

## Podłoże
Centralnie pod powierzchnią Mare Imbrium znajduje się maskon (od mass concentration) - anomalia gęstości. Nadwyżka masy w tym miejscu odpowiada od 0,015% do 0,045% masy Księżyca. Powoduje ona zmianę toru lotu przelatujących tam sztucznych satelitów o około 60 do 100 m.

## Powstanie
Uderzenie meteorytu prawie 4 miliardy lat temu, które stworzyło Morze Deszczów, było drugim co do wielkości w historii Księżyca. Jego energia kinetyczna o rzędzie wielkości 1027 J była tak duża, że wystarczyłaby już sto razy większa, aby zniszczyć Księżyc całkowicie. Uderzenie uformowało trzy pierścienie gór i stworzyło zarys promienistych i współśrodkowych uskoków wokół krateru.
W ciągu następnych 100 milionów lat basen wypełnił się magmą z wnętrza Księżyca, która przykryła szczeliny w dnie, tak że powstała widoczna teraz bazaltowa powierzchnia morza o maksymalnej różnicy wysokości 100 m i charakterystycznym ciemnym zabarwieniu.
Wokół zalanego krateru znajdują się głębokie rowy. Przyjmuje się, że zostały one wyorane w powierzchni Księżyca przez materiał wyrzucony podczas uderzenia pod małym kątem.
W miejscu leżącym dokładnie z drugiej strony Srebrnego Globu na niewidocznej stronie Księżyca, położony jest nierówny, wyżynny teren. Zbiegły się tam fale sejsmiczne powstałe w trakcie uderzenia. Związek tego miejsca ze zderzeniem potwierdziły symulacje komputerowe, według których ten obszar został wtedy podniesiony o 10 m.

## Misje statków kosmicznych
Apollo 15 wylądował w rejonie szczeliny Hadley u stóp góry Hadley, gdzie powinny znajdować się ślady uderzenia asteroidy. Na podstawie znalezionych brekcji i innych skał powstałych w czasie zderzenia określono dokładny wiek Mare Imbrium.
Ta, jak również inne misje Apollo 12, 14 i 16, zostawiły na powierzchni Księżyca aparaturę badawczą, był to tzw. eksperyment ALSEP (Apollo Lunar Surface Experiments Package). Aparatura wyposażona była m.in. w sejsmograf.
Mare Imbrium zostało również zbadane przez pojazdy bezzałogowe. Pierwszym z nich był sterowany z Ziemi radziecki łazik Łunochod 1, który wylądował w 1970 roku. Przejechał on ok. 10,5 km przez równiny morza i dostarczył znaczną liczbę zdjęć, ale przede wszystkim dane o właściwościach fizycznych miejscowego regolitu. W 2013 roku na Mare Imbrium wylądowała chińska sonda Chang’e 3 z łazikiem Yutu.

## Nazwa
Określenie Mare Imbrium zostało użyte po raz pierwszy przez Giovanniego Ricciolego w 1651 r. W następnych stuleciach w użyciu była również nazwa Mare Austriacum (Michael Florent van Langren, zwany Langrenusem, 1645) oraz Lacus Marinus (Jan Heweliusz). Dopiero w XIX wieku przyjęto nazewnictwo wprowadzone przez Ricciolego dla struktur księżycowych, a w 1935 MUA oficjalnie uznała nazwę Mare Imbrium.

## Zdjęcia

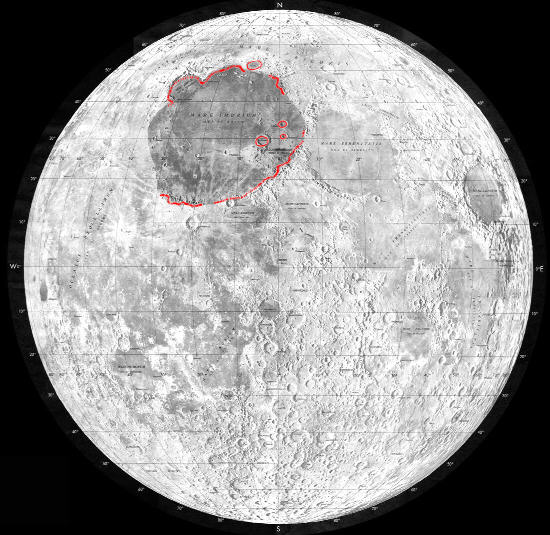
Położenie Mare Imbrium
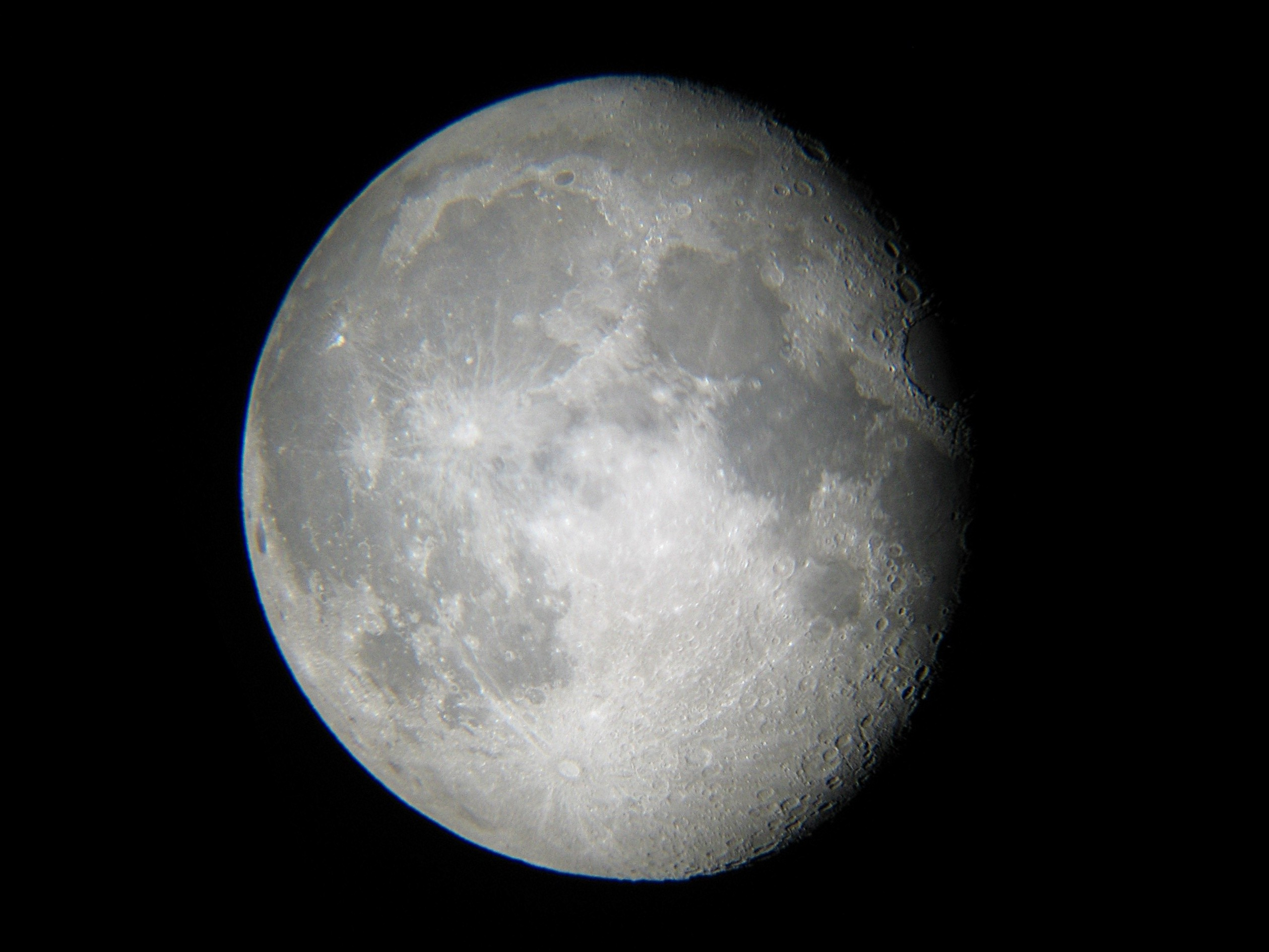
Mare Imbrium dominuje w środku północnej części Księżyca
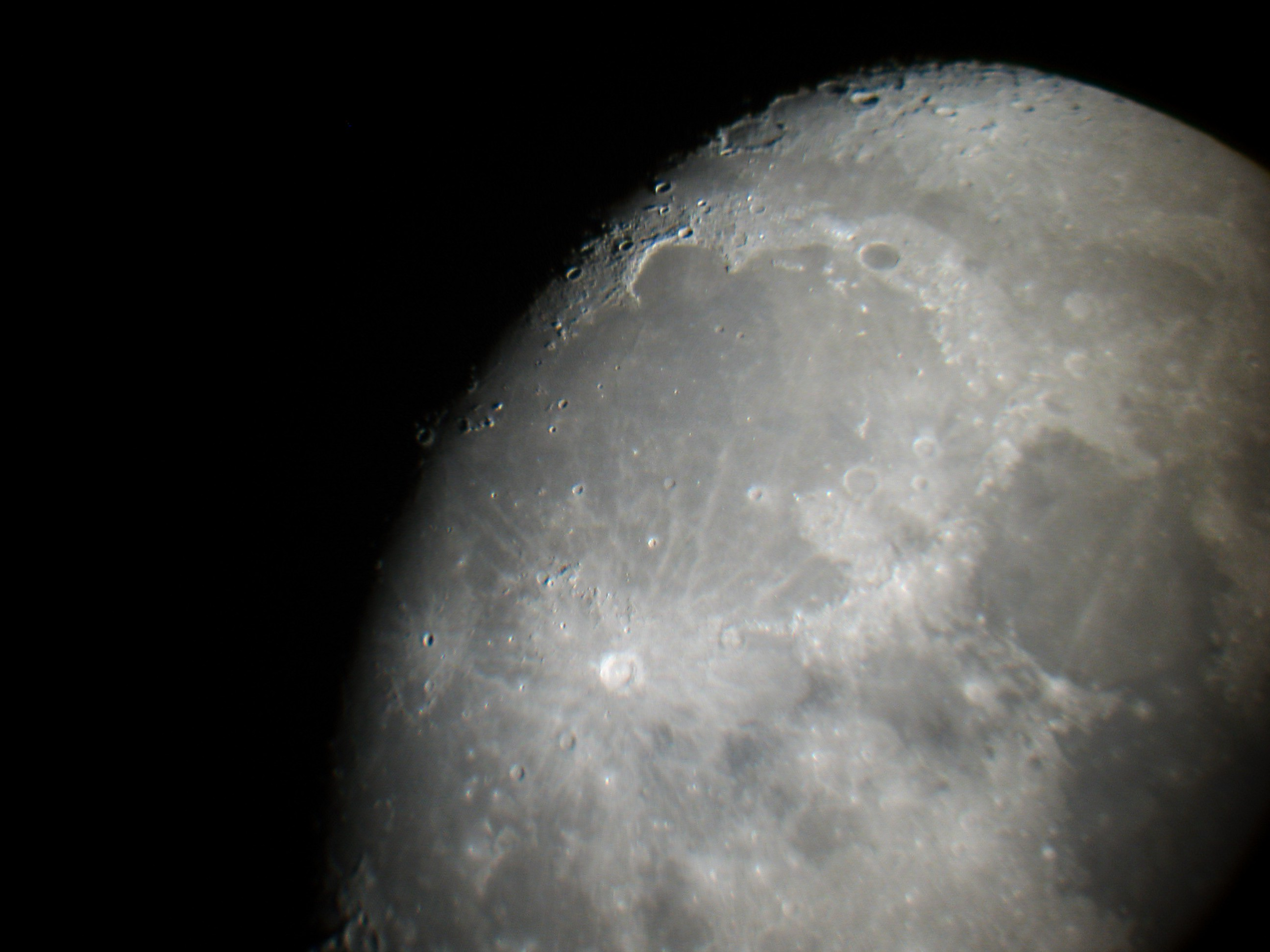
Morze Deszczów z Zatoką Tęczy i Jurą pokreślone przez terminator (zdjęcie z Ziemi 150 milimetrowym teleskopem)
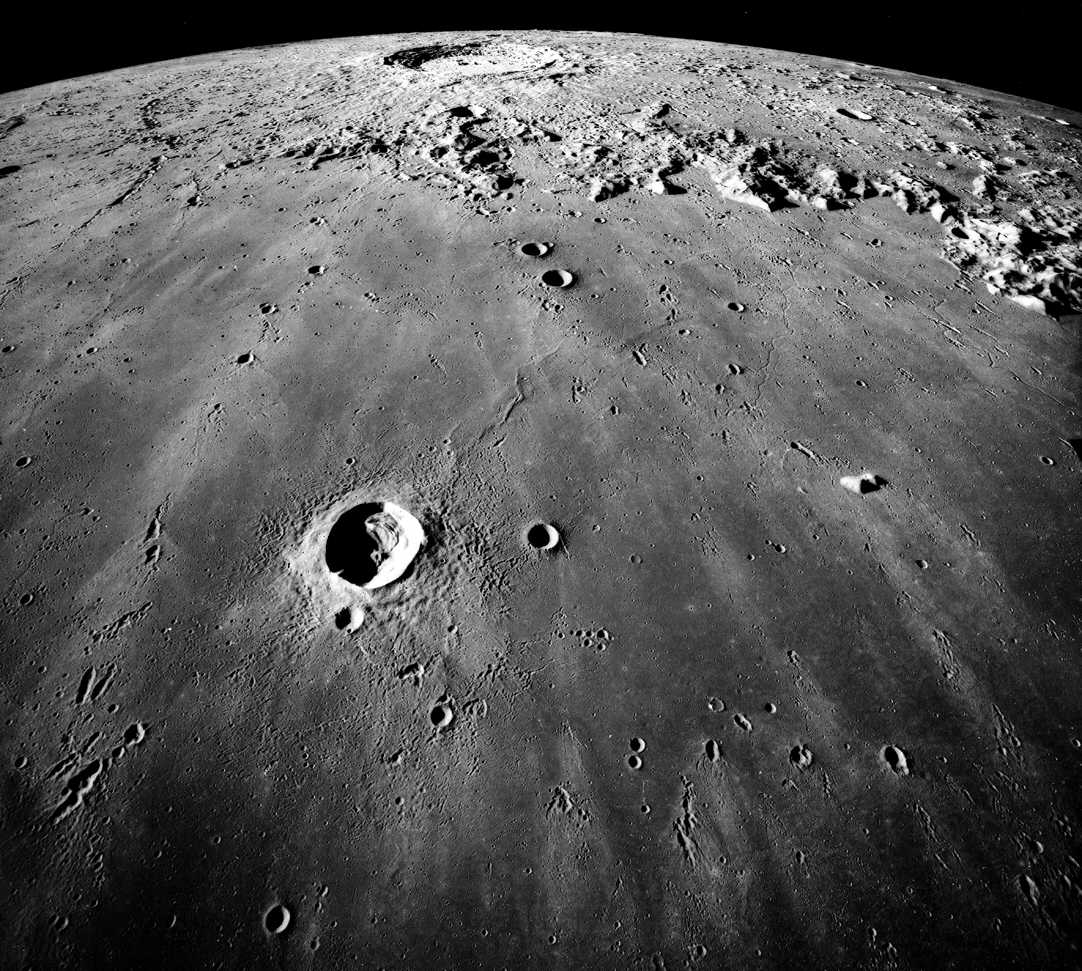
Południowa część Mare Imbrium: na pierwszym planie krater Pytheas (20 km), na horyzoncie za pasmem Karpatów krater Kopernik (107 km) (Apollo 17, NASA)